# Auguste Boucherie
Auguste Boucherie, född 1801, död 1871, var en fransk läkare och kemist.
Boucherie uppfann metoden att konservera trä genom indränkning av mineralämnen, vanligen kopparvitriol. Metoden fick efter honom namnet boucherisera.